# Bruixa
|  | «bruixa» redirigeix aquí. Vegeu-ne altres significats a «bruixa (desambiguació)». |

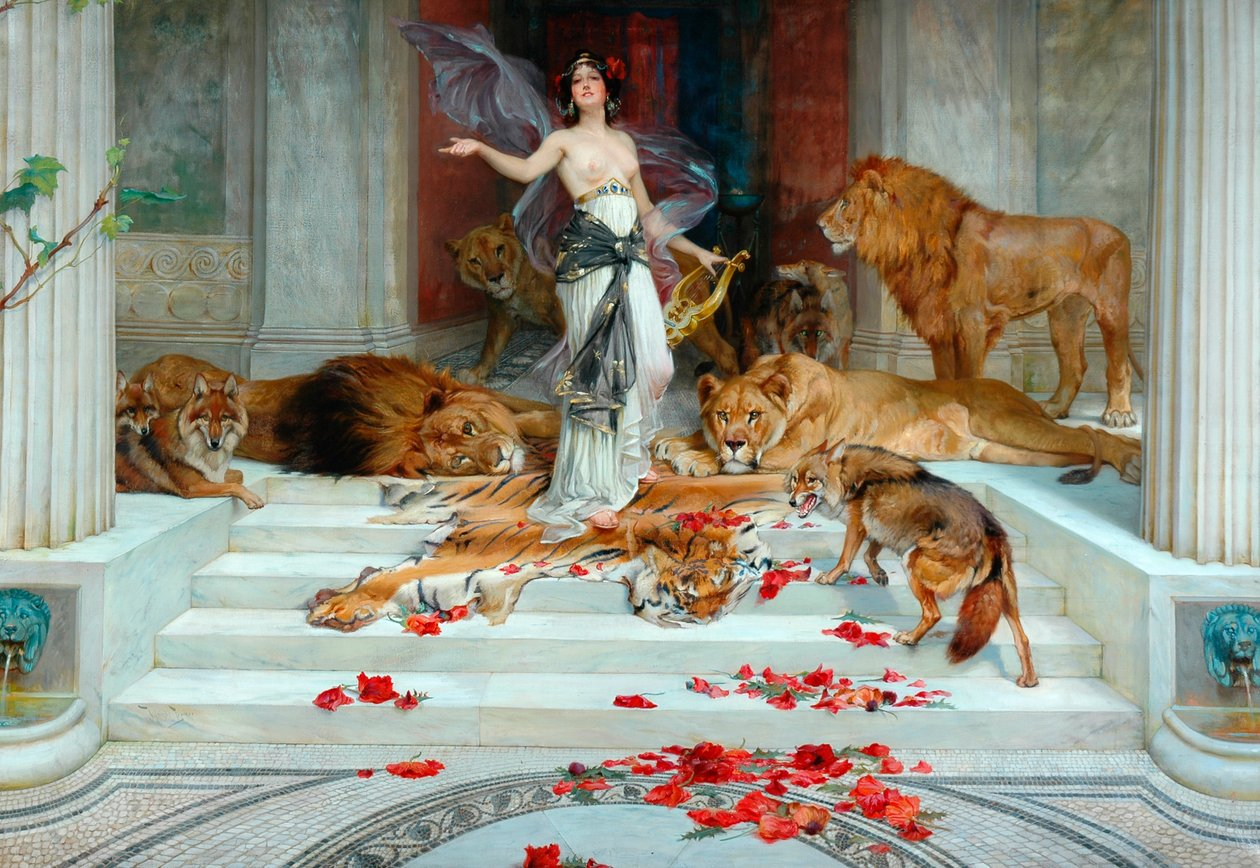
En la mitologia, Circe va ser la mestra de Medea a qui va transmetre tota la seva saviesa.

Una bruixa, a vegades anomenada remeiera o fetillera, és una dona sàvia amb uns coneixements amplis sobre plantes, els seus usos medicinals i els seus principis actius, i amb la capacitat d'utilitzar aquests sabers per a aconseguir un propòsit.
L'arquetip tradicional de la bruixa, però, sovint descriu una persona d'aspecte envellit, encara que també pot tenir un aspecte jove, que realitzaria encanteris i pocions per aconseguir els seus objectius, majoritàriament d'intenció maligna. Històricament, en un passat on el cristianisme fou un bastió fonamental, la societat no es podia permetre cap tipus de comportament que trenqués l'ordre establert. Per aquest motiu, la bruixa era perseguida. Tot plegat, va dur a la població a una histèria col·lectiva que va acabar desembocant en les anomenades caceres de bruixes. Val a dir que, molt sovint, les víctimes de la cacera de bruixes eren dones grans, que vivien soles (solteres o vídues) i d’estrats socials humils.
La mitologia grecollatina presenta una imatge específica de la bruixa —en aquest cas, una dona jove— representada en la parella formada per Circe, la qual va encantar a la tripulació d'Ulisses i va transformar els seus membres en porcs, i Medea, considerada una gran coneixedora de la màgia d'Hècate.